# Francisco de Peñalosa
Francisco de Peñalosa (Talavera de la Reina, 1470 circa – Siviglia, 1º aprile 1528) è stato un compositore spagnolo.

## Biografia
Nacque a Talavera de la Reina nella provincia di Toledo. Trascorse la maggior parte della sua carriera a Siviglia, con l'incarico di maestro di cappella. Dal 1511 fu precettore di musica di Ferdinando d'Aragona e mantenne l'incarico sino alla morte del sovrano nel 1516. Fu presente anche a Burgos e per tre anni a Roma alla cappella papale invitato da papa Leone X nel 1517. Alla morte del papa nel 1521 o secondo altre fonti nel 1523 fece ritorno a Siviglia, dove ebbe un canonicato e le rendite annesse. Fu sepolto nella cattedrale di Siviglia.

## Stile musicale
Peñalosa fu uno dei compositori spagnoli più famosi della generazione che precedette Cristóbal de Morales. Le sue opere ebbero notevole considerazione da parte dei suoi contemporanei. Tuttavia, la sua musica non ebbe vasta diffusione; infatti non trasse vantaggio dall'invenzione della stampa in quanto rimase quasi sempre in Spagna, lontano dai principali centri di stampa delle partiture che erano Venezia e Anversa. Le successive generazioni di compositori spagnoli (Guerrero, Morales, Victoria) si recarono in Italia per lunghi soggiorni, e là poterono stampare le proprie composizioni, dando loro la stessa diffusione della scuola franco-fiamminga che dominava l'Europa del XVI secolo.
Peñalosa era avvezzo ai canoni e agli intrecci contrappuntistici, come dimostra il quodlibet e l'Agnus Dei della Missa Ave Maria peregrina, che unisce il canto piano ad una variazione retrograda di una famosa cantata profana di Hayne van Ghizeghem.

## Opere
Peñalosa scrisse messe, Magnificat, mottetti e inni. Ci sono pervenute undici composizioni profane, fra cui un quodlibet a sei voci.
Uno dei suoi mottetti, Sancta mater istud agas, fu attribuito per lungo tempo a Josquin Desprez, il che è indice sia della somiglianza stilistica con Desprez sia dell'eccellenza di Peñalosa.

### Messe e parti di messe
- Missa "Adieu mes amours"
- Missa "Ave María Peregrina"
- Missa "El ojo"
- Missa Ferial (Kyrie, Sanctus e Agnus Dei)
- Missa "L'homme armé"
- Missa "Nunca fue pena mayor"
- Missa por la mar
- una Messa di nome ignoto (Gloria e Credo)
- 5 Kyrie

### Altra musica liturgica
- 6 Magnificat
- 3 Lamentazioni
- 5 Inni

### Altra musica sacra (mottetti)
- Adoro te, Domine
- Ave regina caelorum
- Ave vera caro Christi
- Ave vere sanguis Domine
- Ave verum corpus
- Deus qui manus tuas
- Domine Jesu Christe qui neminem
- Domine, secundum actum meum
- Emendemus in melius
- In passione positus
- Inter vestibulum ac altare
- Ne reminiscaris
- Nigra sum sed formosa
- O decus virgineum
- O domina sanctissima
- Pater noster
- Precor te, Domine
- Sancta Maria, sucurre miseris
- Sancta mater istud agas
- Transeunte Domino
- Tribularer si nescirem
- Unica est columba mea
- Versa est in luctum

### Musica profana (mottetti)
- Alegraos, males esquivos
- A tierras agenas
- De mi dicha no se spera
- El triste que nunca os vio
- Lo qui mucho se desea
- Los braços traygo
- Niña, ergiudme los ojos
- Por las sierras de Madrid
- Pues vivo en perder la vida
- Que dolor más me doliera
- Tú que viens de camino